# Rowan
Rowan  è un nome proprio di persona inglese maschile e femminile.

## Varianti
- Femminili: Rowanne[1]

## Origine e diffusione

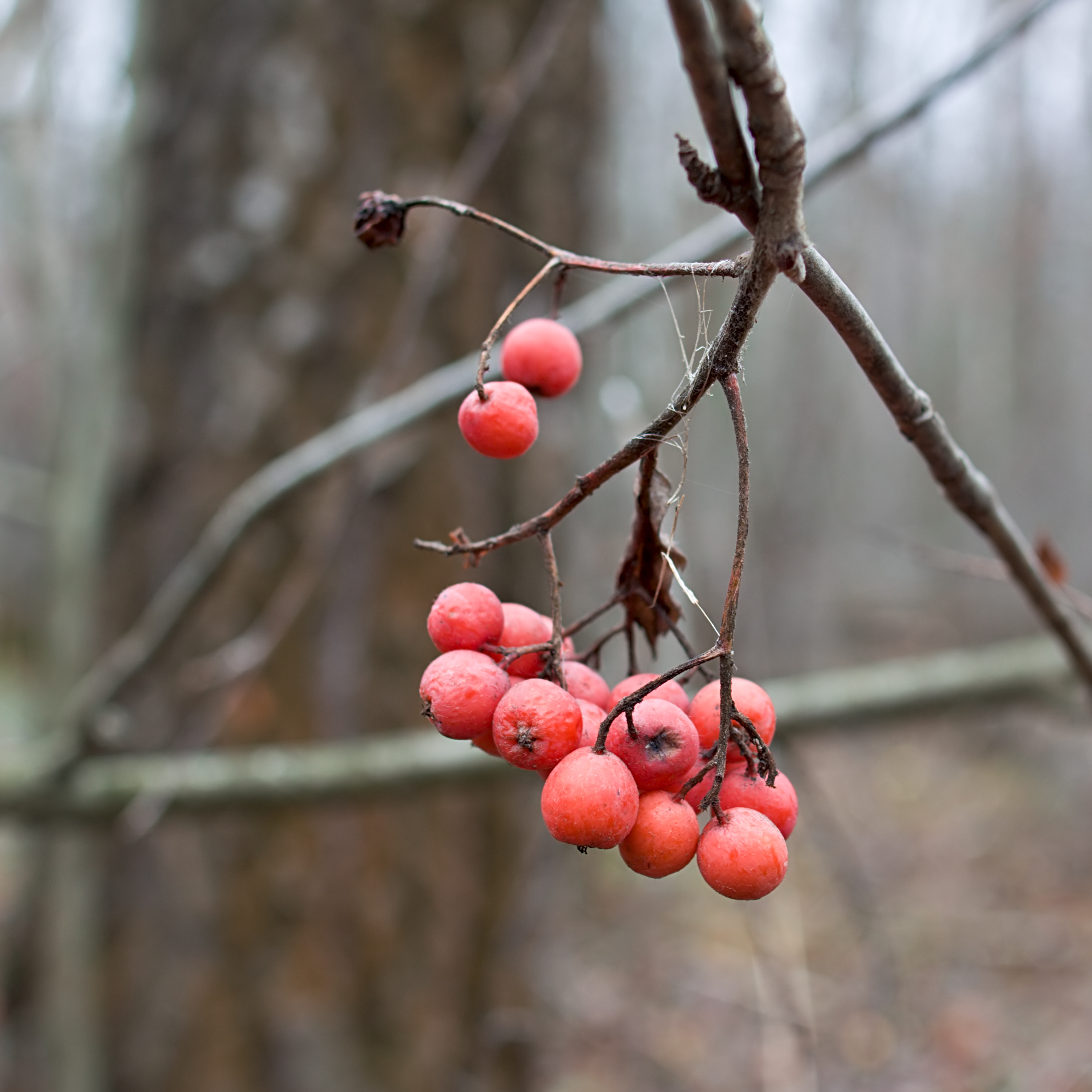
Bacche di Sorbus aucuparia

Nome dall'origine complessa, documentato a partire dal XX secolo e inizialmente di valore solo maschile. Primariamente si tratta di una forma anglicizzata del gaelico Ruadhán o Rúadhán, un diminutivo di Ruadh: questo nome gaelico è attestato, seppur raramente, in Irlanda nell'alto medioevo, e ha dato origine al cognome Ó Rúadháin ("discendente [maschio] di Ruadhán"), a sua volta anglicizzato in forme quali O Ruane, O Roiwane e O Roan, registrate sin dal XVII secolo. Esiste inoltre il cognome Rowan, che oltre ad essere anch'esso nato da Ruadhán, può anche essere una variante di Roland nata nelle Lowlands oppure un etnonimo riferito alla città francese di Rouen; anche questo cognome è stato poi ripreso come nome proprio.
Infine, il nome può anche richiamare l'albero del sorbo selvatico (in inglese rowan appunto, da una voce affine al norreno reynir che, incidentalmente, risale alla stessa radice protoindoeuropea da cui deriva Ruadh); negli ultimi secoli è stata piuttosto diffusa nei paesi anglofoni la moda di battezzare le bambine con nomi di piante, e le prime occorrenze di Rowan come nome femminile sembrano essere legate proprio a questa tradizione.
Non va confuso con il nome Rowena, a cui non è correlato.

## Onomastico
Non esistono santi che portano questo nome, quindi è adespota. L'onomastico può essere festeggiato in occasione di Ognissanti, il 1º novembre.

## Persone

### Femminile
- Rowan Blanchard, attrice e attivista statunitense

### Maschile

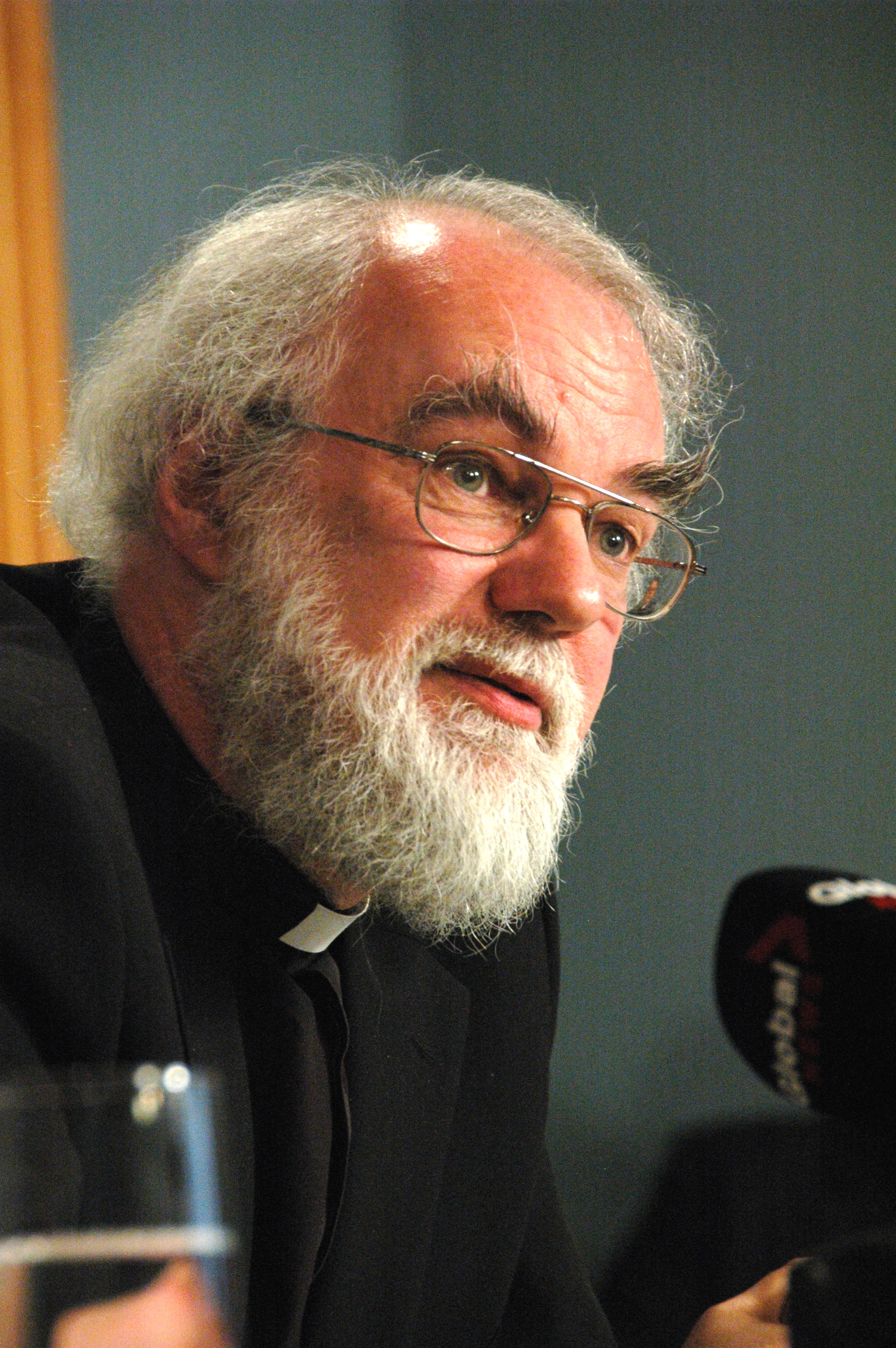
Rowan Williams

- Rowan Atkinson, attore, comico, sceneggiatore e produttore cinematografico britannico
- Rowan Barrett, cestista canadese
- William Rowan Hamilton, matematico, fisico e astronomo irlandese
- Rowan Joffé, sceneggiatore, produttore cinematografico e regista britannico
- Rowan Vine, calciatore inglese
- Rowan Williams, arcivescovo anglicano e teologo britannico

## Il nome nelle arti
- Rowan è un personaggio della serie manga e anime Black Lagoon.
- Rowan Mayfair è un personaggio della serie di romanzi delle Streghe Mayfair, scritta da Anne Rice.
- Rowan Whitethorn è un personaggio della saga fantasy Il trono di ghiaccio, della scrittrice statunitense Sarah J. Maas
- Il Professor Rowan è un personaggio della serie Pokémon.